# Dyomyx obliquata
Dyomyx obliquata là một loài bướm đêm trong họ Noctuidae.